# Olej rokitnikowy

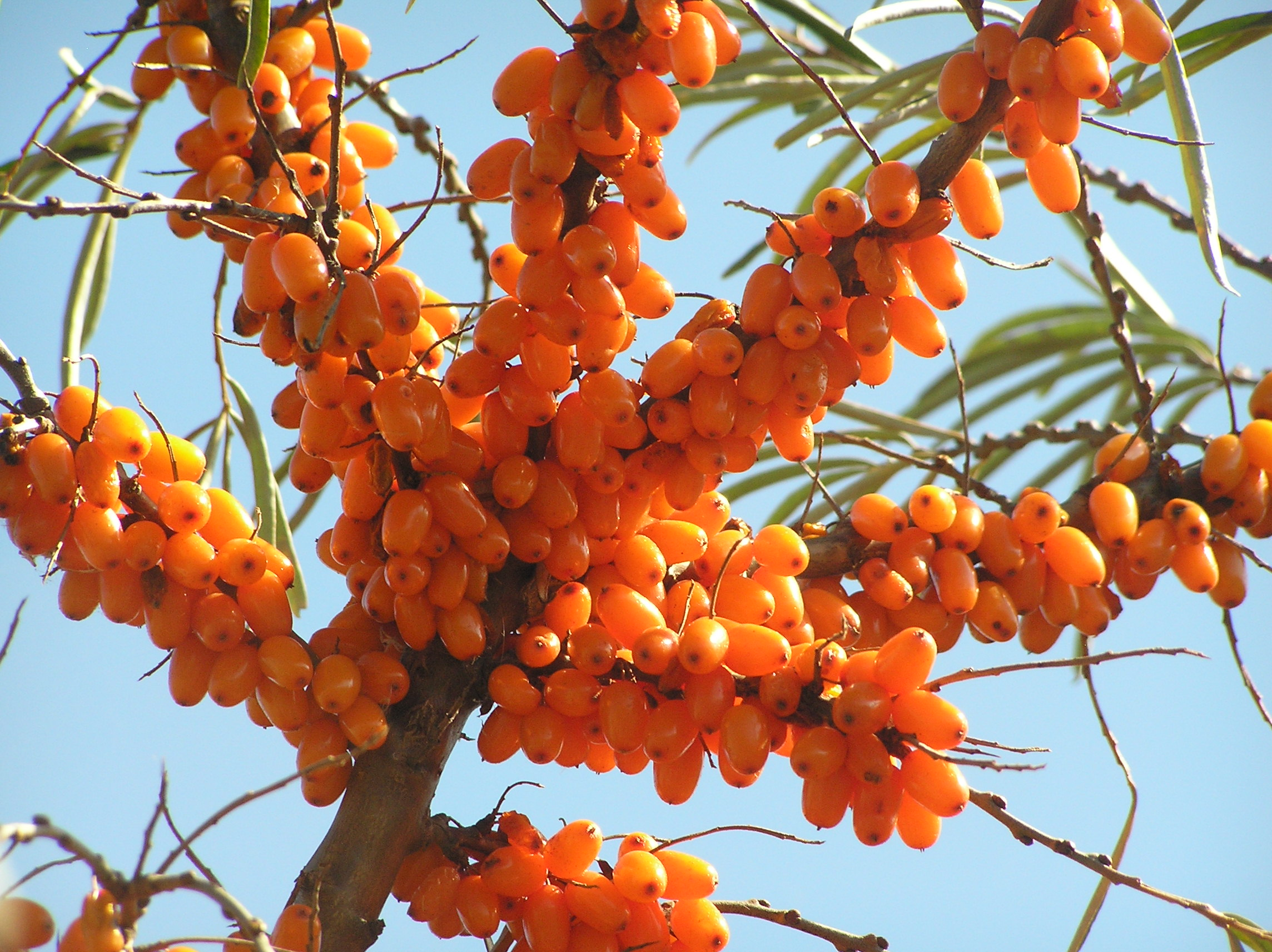
Owoce rokitnika

Olej rokitnikowy (Oleum hippophae) – gęsty olej roślinny otrzymywany przez wytłaczanie dyfuzyjne na zimno owoców i nasion rokitnika zwyczajnego, ewentualnie odwirowywanie soku.
Posiada charakterystyczny pomarańczowo-czerwony, intensywny kolor oraz zapach. Uzyskiwany jest z samych nasion, w których udział olejów wynosi ok. 12,5% lub z całych owoców – w ich miąższu oleje występują w udziale ok. 8%, przy dużej jednak zmienności w zależności od podgatunku (od 1,4 do 13,7%). Skład chemiczny olejów w zależności od rodzaju surowca jest różny, zwłaszcza w odniesieniu do kwasów tłuszczowych, olej z samych nasion wyróżnia się m.in. dużą zawartością kwasów tłuszczowych omega-3 i jest bezbarwny.

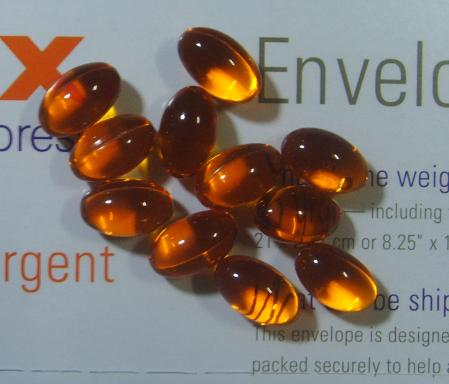
Olej rokitnikowy w kapsułkach

## Cechy
| Skład:                           | głównie glicerydy linolowego (30–40%) i α-linolenowego (20–35%), poza tym kwasu oleinowego, wakcenowego, palmitynowego i stearynowego, poza tym tokoferole (100-300 mg%), karoten i karotenoidy (100-500 mg%), sterole, flawonoidy |
| Kategoria:                       | olej schnący |
| Odporność na wysoką temperaturę: | przechowywanie do 25 °C |
| Zastosowanie                     | stosowany jest jako środek gojący w przypadku uszkodzeń skóry i błon śluzowych; zapobiegać ma tworzeniu się przerosłych blizn, przypisywane jest mu działanie przeciwzapalne, antyseptyczne i przeciwbólowe                        |